# Kabinetten-Smuts

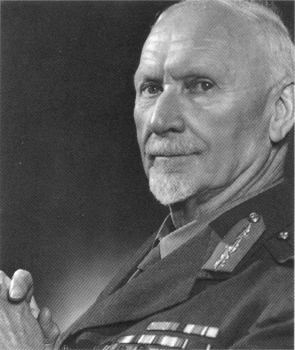
Generaal Jan Smuts

Zuid-Afrika kende in de periode tussen 1929 en 1948 vijf kabinetten-Smuts.

## Kabinetten-Smuts I, II en III (1919-1924)
Generaal Jan Smuts (SAP) volgde generaal Louis Botha (SAP) na diens overlijden in september 1919 op als premier van Zuid-Afrika. Bij de parlemenstverkiezingen van 20 maart 1920 leed Smuts' Suid-Afrikaanse Party (SAP) een flinke nederlaag en boekte de Nasionale Party van James Barry Hertzog flinke winst. De NP werd met 44 zetels in de 134 zetels tellende Volksraad zelfs de grootste partij. De SAP (41 zetels) kon echter steunen op de Engelstalige Unionist Party (25 zetels). Later dat jaar besloot de Unionist Party toe te treden tot het kabinet. Hierop werden nieuwe parlementsverkiezingen gehouden (februari 1921) die door het kartel SAP-UP overtuigend werden gewonnen (79 van de 134 zetels). Dit derde kabinet-Smuts bleef aan tot de parlementsverkiezingen van 19 juni 1924.
| Ministerspost                                    | naam                                                                  | afbeelding         | partij     | periode                             |
| ------------------------------------------------ | --------------------------------------------------------------------- | ------------------ | ---------- | ----------------------------------- |
| Minister-president Minister van Naturellen Zaken | Generaal Jan Smuts                                                    | Generaal Jan Smuts | SAP        | 1919 - 1924                         |
| Minister van Financiën                           | Thomas Orr Henry Burton                                               |                    | SAP        | 1919 - 1920 1920 - 1924             |
| Minister van Justitie                            | Nicolaas Jacobus de Wet                                               |                    | SAP        | 1919 - 1924                         |
| Minister van Verdediging                         | Kolonel Hendrik de Mentz                                              |                    | SAP        | 1919 - 1924                         |
| Minister van Binnenlandse Zaken                  | Thomas Watt Patrick Duncan                                            |                    | SAP SAP-UP | 1919 - 1921 1921 - 1924             |
| Minister van Spoorwegen en Havens                | Henry Burton John William Jagger                                      |                    | SAP SAP-UP | 1919 - 1921 1921 - 1924             |
| Minister van Land                                | Hendrik Mentz Generaal Deneys Reitz                                   |                    | SAP        | 1919 - 1920 1921 - 1924             |
| Minister van Landbouw                            | Hendrik Christiaan van Heerden François Stephanus Malan Arthur Smartt |                    | SAP SAP-UP | 1919 - 1920 1920 - 1921 1921 - 1924 |
| Minister van Onderwijs                           | François Stephanus Malan Patrick Duncan                               |                    | SAP SAP-UP | 1919 - 1921 1921 - 1924             |
| Minister van Mijnbouw en Industrie               | François Stephanus Malan                                              |                    | SAP        | 1920 - 1924                         |
| Minister van Gezondheid en Volkswelzijn          | Thomas Watt Patrick Duncan                                            |                    | SAP SAP-UP | 1919 - 1921 1921 - 1924             |
| Minister van Sociale Zaken                       | Thomas Watt Jacobus A. de Graaff Thomas Watt                          |                    | SAP        | 1919 - 1920 1920 - 1921 1921 - 1924 |
| Minister van Postwezen                           | Thomas Orr Jacobus A. de Graaff Thomas Watt                           |                    | SAP        | 1919 - 1920 1920 - 1921 1921 - 1924 |

## Kabinet-Smuts IV (1939-1943)
De parlementsverkiezingen van 1938 brachten winst voor de Verenigde Party (fusiepartij bestaande uit de SAP en de NP) van generaal James Barry Hertzog en generaal Jan Smuts. Hertzog vormde hierop zijn vierde kabinet. Binnen de coalitie ontstond al spoedig een conflict tussen Hertzog en zijn aanhangers en Smuts en diens aanhang. Dit conflict ontstond naar aanleiding van de Britse oorlogsverklaring aan nazi-Duitsland in september 1939. Smuts was voorstander van Zuid-Afrika's deelname aan de strijd aan Britse zijde terwijl Hertzog voorstander was van een strikte neutraliteit. In het kabinet kozen zeven ministers de zijde van Hertzog, terwijl zes ministers het standpunt van Smuts deelden. Een stemming in het Zuid-Afrikaans parlement gaf echter een heel ander beeld: 80 tegen 67 parlementariërs stemden op 4 september 1939 vóór oorlogsdeelname. Hierop diende Hertzog zijn ontslag en verlieten hij en een aantal van zijn medestanders in de regering en het parlement de Verenigde Party en sloten zich aan bij de Gesuiwerde Nasionale Party van ds. Daniel François Malan. Generaal Smuts kreeg de opdracht een nieuwe regering te vormen. Omdat de Verenigde Party geen meerderheid meer had in het parlement betrok Smuts de sociaaldemocratische partij South-African Labour Party en de Dominion Party bij de coalitie.
| Ministerspost                                                               | naam                                      | afbeelding    | partij | periode                 |
| --------------------------------------------------------------------------- | ----------------------------------------- | ------------- | ------ | ----------------------- |
| Minister-president Minister van Buitenlandse Zaken Minister van Verdediging | Generaal Jan Smuts                        | Gen. J. Smuts | VP     | 1939 - 1943             |
| Minister van Naturellen Zaken                                               | Generaal Deneys Steyn                     |               | VP     | 1939 - 1943             |
| Minister van Financiën Minister van Onderwijs                               | Jan Hendrik Hofmeyr                       | J. Hofmeyr    | VP     | 1939 - 1943             |
| Minister van Justitie                                                       | Collin Fraser Steyn                       |               | VP     | 1939 - 1943             |
| Minister van Binnenlandse Zaken                                             | Harry Gordon Lawrence                     |               | VP     | 1939 - 1943             |
| Minister van Spoorwegen en Havens                                           | Claud Sturrock                            |               | VP     | 1939 - 1943             |
| Minister van Land en Water                                                  | Andrew Meintjes Conroy                    |               | VP     | 1939 - 1943             |
| Minister van Land- en Bosbouw                                               | William Richard Collins                   |               | VP     | 1939 - 1943             |
| Minister van Handel en Industrie                                            | Richard Stuttaford Sidney Frank Waterson  |               | VP     | 1939 - 1941 1941 - 1943 |
| Minister van Mijnbouw                                                       | Kolonel Charles Stallard                  |               | DP     | 1939 - 1943             |
| Minister van Gezondheid en Volkswelzijn                                     | Harry Gordon Lawrence                     |               | VP     | 1939 - 1943             |
| Minister van Werkgelegenheid Minister van Sociale Zaken                     | Walter Madeley                            |               | LP     | 1939 - 1943             |
| Minister van Openbare Werken Minister van Post- en Telegraafwezen           | Charles Francis Clarkson                  |               | VP     | 1939 - 1943             |
| Minister zonder Portefeuille                                                | Majoor Pieter Voltelyn Graham van der Byl |               | VP     | 1939 - 1943             |

## Kabinet-Smuts V (1943-1948)
De VP won de parlementsverkiezingen van 7 juli 1943 glansrijk, maar ook voor de HNP was er winst. Met 105 zetels behaalde de VP echter een meerderheid in de Volksraad en Smuts vormde een nieuw kabinet waar aanvankelijk ook de Labour Party deel van uitmaakte (tot 1945).
| Ministerspost                                                               | naam                                           | afbeelding              | partij | periode                 |
| --------------------------------------------------------------------------- | ---------------------------------------------- | ----------------------- | ------ | ----------------------- |
| Minister-president Minister van Buitenlandse Zaken Minister van Verdediging | Veldmaarschalk Jan Smuts                       | Veldmaarschalk J. Smuts | VP     | 1943 - 1948             |
| Minister van Naturellen Zaken                                               | Majoor Pieter Voltelyn Graham van der Byl      |                         | VP     | 1943 - 1948             |
| Minister van Financiën                                                      | Jan Hendrik Hofmeyr Claud Sturrock             | J. Hofmeyr              | VP     | 1943 - 1948 1948        |
| Minister van Justitie                                                       | Collin Fraser Steyn Harry Gordon Lawrence      |                         | VP     | 1943 - 1945 1945 - 1948 |
| Minister van Binnenlandse Zaken                                             | Charles Francis Clarkson Harry Gordon Lawrence |                         | VP     | 1943 - 1948 1948        |
| Minister van Transport                                                      | Claud Sturrock Luitenant Sidney Frank Waterson |                         | VP     | 1943 - 1948 1948        |
| Minister van Land en Water                                                  | Andrew Meintjes Conroy                         |                         | VP     | 1943 - 1948             |
| Minister van Land- en Bosbouw                                               | Jacobus Gideon Nel Strauss                     |                         | VP     | 1943 - 1948             |
| Minister van Onderwijs                                                      | Jan Hendrik Hofmeyr                            | J. Hofmeyr              | VP     | 1943 - 1948             |
| Minister van Handel en Industrie                                            | Sidney Frank Waterson                          |                         | VP     | 1943 - 1948             |
| Minister van Mijnbouw                                                       | Kolonel Charles Stallard Sidney Frank Waterson |                         | DP VP  | 1943 - 1945 1945 - 1948 |
| Minister van Gezondheid en Volkswelzijn Minister van Sociale Zaken          | Harry Gordon Lawrence                          |                         | VP     | 1943 - 1948             |
| Minister van Werkgelegenheid                                                | Walter Madeley Collin Fraser Steyn             |                         | LP     | 1943 - 1945 1946 - 1948 |
| Minister van Openbare Werken Minister van Post- en Telegraafwezen           | Charles Francis Clarkson                       |                         | VP     | 1943 - 1945             |

## Verwijzingen
1. ↑  De geschiedenis van de Apartheid, door: Brian Lapping (1986), blz. 91
2. ↑  De geschiedenis van de Apartheid, door: Brian Lapping (1986), blz. 92